# Marie-Gaston Grout
Marie-Gaston Grout (Gacé, 13 novembre 1863-Plabennec, 16 février 1947), est un officier de marine français.

## Biographie
Il entre à l'École navale en octobre 1880 et en sort aspirant de 2e classe en août 1882. Aspirant de 1re classe (octobre 1883, il prend part à la campagne de Chine sur le croiseur Tourville dans l'escadre de l'amiral Courbet puis sert de 1883 à 1885 sur le cuirassé Triomphante. Il se distingue alors lors de l'attaque des îles Pescadores et obtient une promotion exceptionnelle d'enseigne de vaisseau (juillet 1885).
Second de l'aviso Lance (1888), il embarque en 1889 sur l'aviso Alouette en Cochinchine et est promu lieutenant de vaisseau en février 1890.
Officier instructeur sur le croiseur-école Iphigénie, il est breveté torpilleur en 1895 et commande l'année suivante un petit torpilleur de la défense mobile de Cherbourg.
En 1897, il est diplômé de l’École des hautes études de la marine et sert à l’État-major général avant de recevoir le commandement de l'aviso Flèche en Tunisie (1900).
Aide de camp du commandant en chef de l'escadre de Méditerranée Joseph-Henri Merleaux-Ponty, nommé capitaine de frégate en décembre 1904, commandant en second du vaisseau-école Borda (1906-1907), il commande en 1908-1909 le croiseur Friant à la division navale du Maroc puis est second du cuirassé Condorcet en escadre de Méditerranée (1911).
Capitaine de vaisseau (octobre 1911), il commande en 1913 le cuirassé Charlemagne puis en 1915-1916 le croiseur cuirassé Condé ainsi que l’École navale et l’École des élèves officiers.
Contre-amiral (mai 1917) et major général à Brest, il commande en 1918 une division de croiseurs aux Antilles opérant la Cruiser and Transport Force américaine. De nouveau major général à Brest (1920), il est nommé préfet maritime de Cherbourg en 1922.
Vice-amiral et préfet maritime de Brest (juillet 1923), il prend sa retraite en novembre 1925.

## Récompenses et distinctions
- Grand officier de la Légion d'honneur (26 décembre 1924)
  -  Commandeur de la Légion d'honneur (14 juillet 1919)
  -  Officier de la Légion d'honneur (31 juillet 1912)
  -  Chevalier de la Légion d'honneur (11 juillet 1895)
- Médaille commémorative de l'expédition du Tonkin
- Médaille commémorative du Maroc